# 十堰市太和医院
十堰市太和医院原名鄖陽地區人民醫院，是位於中華人民共和國湖北省十堰市的一所综合性三级甲等医院，始建于1965年。1980年年底，医院首次实现了收支节余。1986年，医院动工兴建建筑面积为9909平方米的济安楼西楼，1989年元月正式启用。1993年12月，太和醫院成為十堰地區首個三級甲等醫院。1995年7月1日，醫院更名為太和醫院，同時成為鄖陽醫學院附屬醫院。同年10月，高24層的濟世大樓竣工。